# Richard Woodville (1e graaf van Rivers)
Richard Woodville (Maidstone, Kent, 1405 — Kenilworth (Warwickshire), 12 augustus 1469) was een Engelse edelman en de 1e Graaf Rivers. Zijn vader was de kamerheer van de hertog van Bedford. Na de dood van de hertog, Jan van Bedford trouwde Richard met de weduwe, Jacoba van Luxemburg.
In 1448 werd hij door koning Hendrik VI van Engeland verheven tot Baron Rivers. Hij steunde aanvankelijk het Huis Lancaster in de Rozenoorlogen, maar werd later een Yorkist. Na het huwelijk van zijn dochter Elizabeth met Eduard IV van Engeland werd zijn titel veranderd in Earl Rivers en kreeg hij de positie van Lord Treasurer. 
Richard Woodville werd geëxecuteerd door aanhangers van het huis Lancaster na de Slag bij Edgecote Moor op 26 juli 1469. Zijn oudste zoon, Anthony, volgde hem op als de tweede Earl Rivers.

## Kinderen
Tijdens hun huwelijk kreeg Jacoba veertien kinderen:
- Elizabeth Woodville (circa 1437-1492), huwde eerst met John Grey de Groby, daarna met koning Eduard IV van Engeland
- Lewis Woodville (circa 1438), stierf al jong
- Anthony Woodville (1442 – 1483), 2e graaf Rivers
- Jacoba Woodville (circa 1444 - 1509), gehuwd John Strange, 8ste baron van Knockin
- John Woodville (1445 - 1469)
- Lionel Woodville (1447 – 1484), bisschop van Salisbury
- Eleanor Woodville (? –1512)
- Margaret Woodville (circa 1450 – 1490/1)
- Martha Woodville (? – circa 1500)
- Richard Woodville(1453 – 1491)
- Edward Woodville (circa 1454 – 1488)
- Mary Woodville (1456 - 1481), gravin van Pembroke
- Catherine Woodville (circa 1458 – 1497), huwde Henry Stafford, 2de hertog van Buckingham, en met Jasper Tudor, hertog van Bedford en graaf van Pembroke